# Jordi Mesalles i Bisbe
Jordi Mesalles i Bisbe (Barcelona, 2 de gener de 1953 - Barcelona, 9 de novembre de 2005) va ser un director de teatre i dramaturg català.
De l'any 1972 a l'any 1979 es va especialitzar en interpretació a l'Institut del Teatre i l'any 1979 va passar a ser professor en tallers d'interpretació. Entre els anys 1976 i el 1980 va escriure regularment sobre teatre a la revista El Viejo Topo.

## Trajectòria professional
Direccions d'escena
- 2004 Mathilde. Veronique Olmi. Teatre Lliure
- 2003 Sik-Sik i El Barret de Copa. Eduardo de Filippo. Teatre Lliure
- 2002 Després de l'assaig. Ingmar Bergman. Producció Teatre Lliure.
- 2001 La ley de la selva d'Elvira Lindo. Producció Hikateatroa Donostia
- 1996 Anatol d'Arthur Schnitzler. Producció Teatre a la Deriva/Artenbrut
- 1995 L'Àngel de la informació d'Alberto Moravia. Producció Teatre a la Deriva/Mercat de les Flors
- 1994 En la solitud dels camps de cotó de Bernard Marie Koltès. Producció Teatre a la Deriva/Sala Beckett
- 1993 Perversitat sexual a Xicago de David Mamet. Teatre a la Deriva
- 1993 American Buffalo de David Mamet. Producció La Gàbia Teatre/Mercat de les Flors
- 1993 Biografia de Francesc Pereira. Teatre a la Deriva/Sitges Teatre Internacional
- 1992 L'art de la comèdia d'Eduardo de Filippo. Producció La Gàbia Teatre/SAT
- 1991 Sota un vel d'estrelles de Manuel Puig. Producció Teatre a la Deriva/Festival de Tardor de Barcelona
- 1991 El Chal de David Mamet. Producció Teatre a la Deriva/SAT
- 1990 Jacques i el seu amo de Milan Kundera. Producció Bederen 1
- 1990 Residuals de Jordi Teixidor. Centre Dramàtic de la Generalitat
- 1990 Alfons IV de Josep Maria Muñoz i Pujol. Centre Dramàtic de la Generalitat
- 1990 Fi de partida de Samuel Beckett. Producció La Gàbia Teatre/Mercat de les Flors
- 1989 La força del costum de Thomas Bernhard. Producció Teatreneu/Teatre Obert
- 1989 Això és autèntic de Tom Stoppard. Producció Teatre Set/Teatreneu
- 1987 La filla del Carmesí de Josep Maria de Sagarra. Centre Dramàtic de la Generalitat
- 1986 La senyora de Sade de Yukio Mishima. Teatre Lliure
- 1984 Tot esperant Godot de Samuel Beckett. Centre Dramàtic de la Generalitat/La Gàbia Teatre
- 1984 Partage de Michel Deutsch. Producció Teatre Obert/Centre Dramàtic de la Generalitat/Col·lectiu de Directors
- 1983 El taxidermista d'Ángel García Pintado. Producció Centro Dramático Nacional/Teatro Maria Guerrero
- 1982 Brossarium (Cavall de Fons i El Sabater) de Joan Brossa. Centre Dramàtic de la Generalitat/Col·lectiu de Directors
- 1981 Els Beatles contra els Rolling Stones de Jordi Mesalles i Miguel Casamayor. Centre Dramàtic de la Generalitat/Teatre del Trànsit
- 1980 El mal de la joventut de F. Bruckner. Producció i Campanya de La Caixa/Teatre del Trànsit

Premis
- 1987 Premi Associació d'Espectadors de Reus al millor espectacle de l'any per La filla del Carmesí.
- 1983 Premi Adrià Gual al millor projecte de muntatge per L'amansiment de l'harpia de W. Shakespeare.
- 1982 Accèssit al Festival Internacional de Teatre de Sitges per Cavall al fons de Joan Brossa.
- 1981 Premi Josep M. Arnau al millor text teatral per Els Beatles contra els Rolling Stones.
- 1979 Premi de la crítica Serra d'Or al millor espectacle de l'any per El despertar de la primavera.